# Anna Paulownaplein

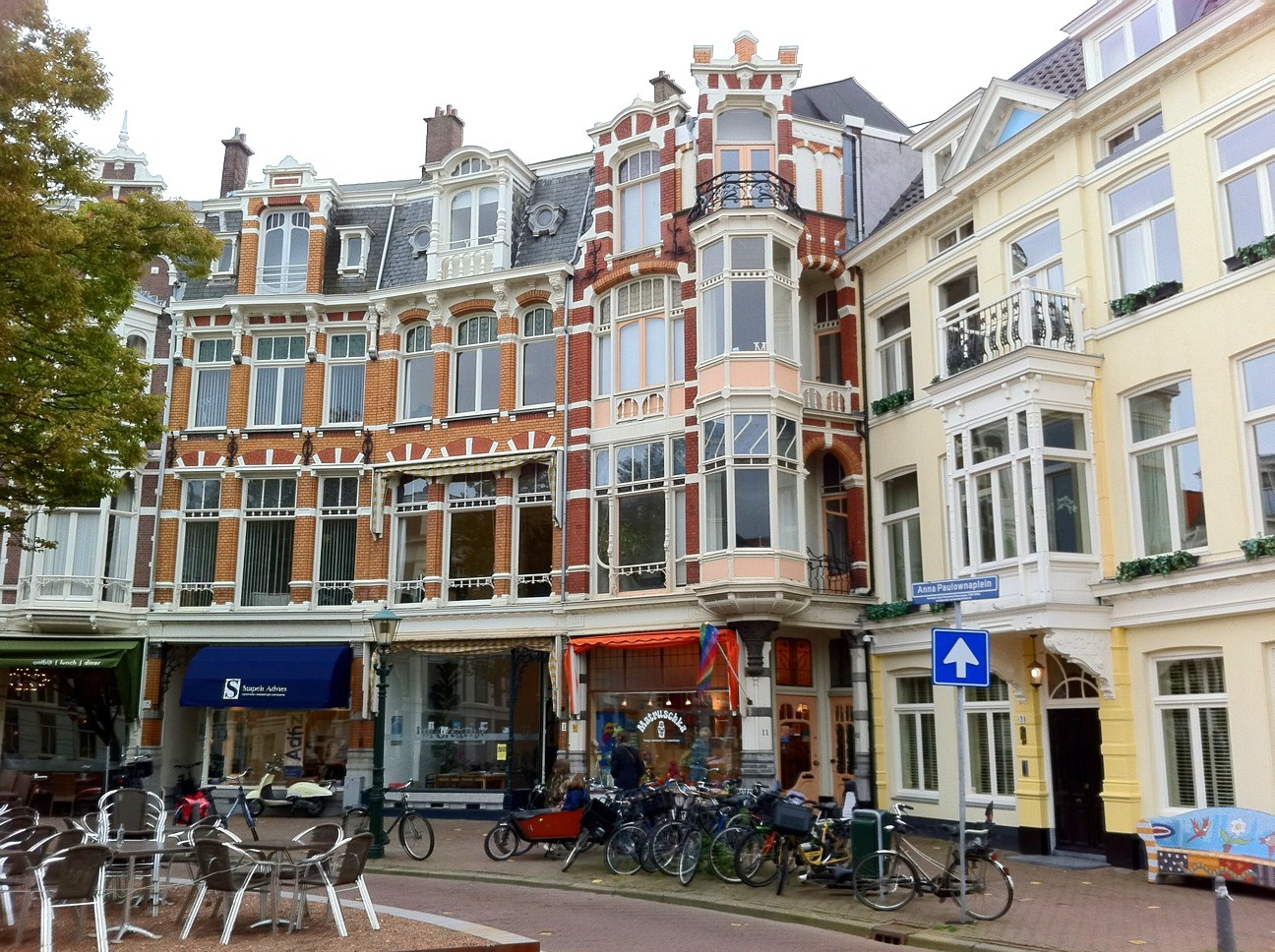
Nummers 10-16

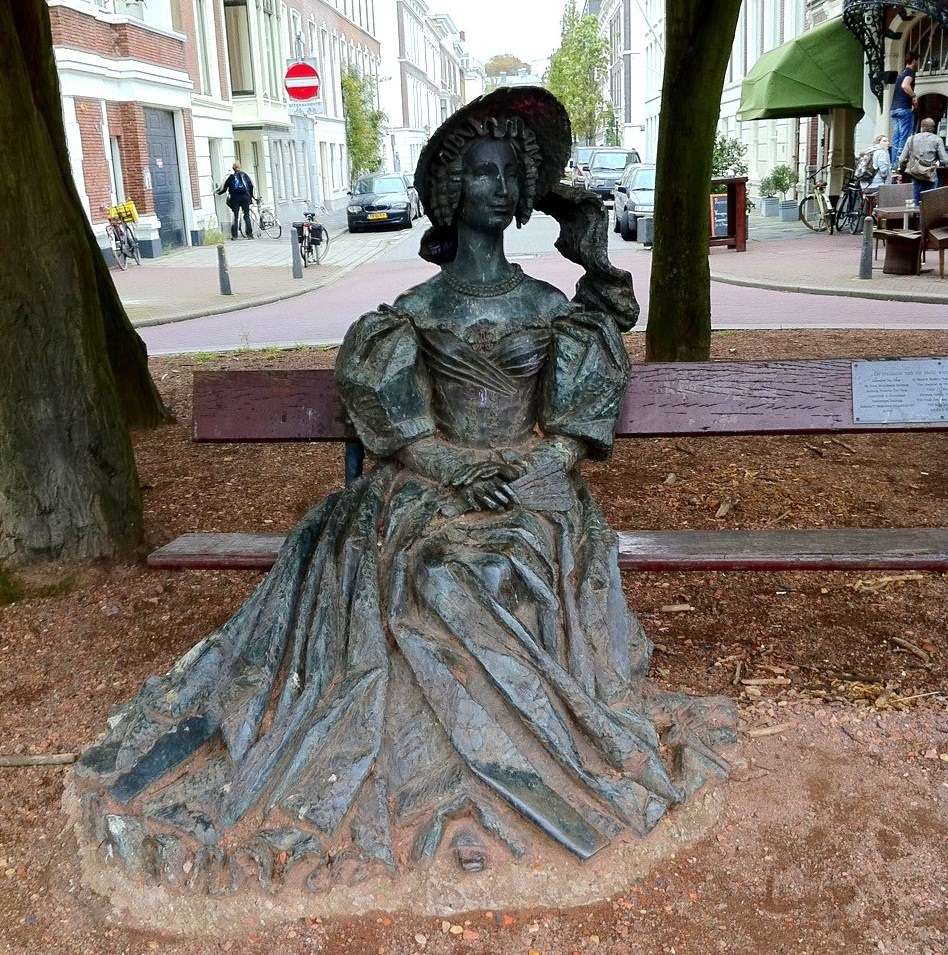
Beeld

Het Anna Paulownaplein is een plein in de Zeeheldenbuurt in Den Haag. Het is vernoemd naar prinses Anna Paulowna (1795-1865), de echtgenote van koning Willem II. 
Het plein is bijna rond en bestaat uit twee gelijke delen.  Het plein wordt doorkruist door de Anna Paulownastraat die van de Hoge Wal naar de Laan van Meerdervoort gaat, en aan beide kanten komt de Bazarstraat bij het plein uit. Hierdoor wordt het plein door vier gebogen rijen huizen omringd. 
Op een bankje is een bronzen beeld van Anna Paulowna, gemaakt door de Russische kunstenaar Alexander Taratynov. 

## Geschiedenis
Toen de eerste stadsuitbreidingen buiten de Haagse grachtengordel werden gerealiseerd op aandringen van koning Willem II, was dat richting Willemspark. De volgende stadsuitbreiding werd achter de Zeestraat uitgevoerd. De plannen waren reeds klaar in 1856 maar omdat Anna Paulowna de grond niet wilde verkopen, moest er gewacht worden tot zij overleden was. Het Anna Paulownaplein en de Anna Paulownastraat werden vanaf 1867 aangelegd.  
Om het plein werden eind 19de eeuw de huizen meestal in eclectische stijl gebouwd. Architect Jan Willem Bosboom ontwierp enkele huizen (nrs 10-16) die meer Jugendstil waren. Hij bouwde ze in opdracht van meestersmid E. Beekman. Deze panden waren vernieuwend, want ieder pand had twee voordeuren, een deur voor de winkel en een deur voor de woning erboven. Beekman woonde zelf in Villa Helena op Hooistraat 9 en had een winkel uit 1898 in de Denneweg, ook door Bosboom gebouwd, waar later het Filmhuis kwam. Hij bezat ook het pakhuis erachter, waar theater PePijn kwam. 